# William Nordhaus
William Dawbney Nordhaus, detto "Bill" (Albuquerque, 31 maggio 1941), è un economista statunitense che insegna alla Yale University. Nordhaus vive a New Haven, Connecticut.
È stato insignito del Premio Nobel per l'economia nel 2018, insieme a Paul Romer, per i suoi studi su economia e cambiamento climatico.

## Carriera
Nordhaus ha ottenuto il B.A. a Yale nel 1963 e il Ph.D. al MIT nel 1967. È stato membro della facoltà di Yale dal 1967 dove insegna. È anche membro dell'accademia nazionale delle scienze e fa parte della Brookings Institution dal 1972. 
Durante l'amministrazione Carter è stato membro del Council of Economic Advisers ed è membro straniero del Royal Swedish Academy of Engineering Sciences dal 1999.

## Libri
Nordhaus è autore di molti libri, a cominciare dal manuale di economia scritto insieme al premio Nobel Paul Samuelson. Il libro è alla 19ª edizione ed è stato tradotto in almeno 17 lingue. Ha scritto numerosi libri sul riscaldamento globale e sui cambiamenti climatici, uno dei temi principali su cui si è concentrata la sua ricerca, incluso Managing the Global Commons: The Economics of Climate Change e Warming the World: Economic Models of Global Warming (with Joseph Boyer). 
Nel 1972 Nordhaus, con James Tobin, ha pubblicato Is Growth Obsolete?, un articolo che ha introdotto le misure del benessere economico come primo modello di sostenibilità economica.

## Contributi sull'economia del cambio climatico
Nordhaus è uno dei principali economisti a occuparsi di modelli di cambiamento climatico. Ha affermato:
()
Nordhaus sostiene inoltre che la tecnologia ha isolato sempre di più l'umanità e l'attività economica dai "capricci" del clima. Secondo i modelli di cambiamento climatico che ha sviluppato, in generale quei settori che dipendono fortemente da ecosistemi non gestiti, cioè che dipendono fortemente dalle piogge o temperature, saranno i più colpiti dai cambiamenti. L'agricoltura, la selvicoltura, le attività ricreative all'aperto e quelle sulle coste ricadono in questa categoria. Nordhaus prende sul serio le incertezze e l'imponderabile, potenzialmente catastrofico, impatto del cambiamento del clima. Peraltro sono controverse le sue stime secondo cui i costi per affrontare il cambiamento climatico superano i benefici fino a quando il riscaldamento globale non raggiunge i 4 ° C.